# Marino (Wein)
Mit der Bezeichnung Marino DOC werden italienische Weißweine (trocken bis süß) sowie Perl- und Schaumweine in der Metropolitanstadt Rom (Region Latium) ausgebaut. Die Weine besitzen seit 1970 eine „kontrollierte Herkunftsbezeichnung“ (Denominazione di origine controllata – DOC), die zuletzt am 7. März 2014 aktualisiert wurde.

## Anbau
Produziert werden die Weine in folgenden Gemeinden: Marino (namensgebend) und Ciampino sowie in Teilen der Gemeinden Rom und Castelgandolfo.

## Erzeugung
Folgende Rebsorten-Zusammensetzung ist vorgeschrieben:
- Marino (entweder trocken, halbtrocken, lieblich oder süß): muss zu mindestens 50 % aus der Rebsorte Malvasia Bianca di Candia (lokal auch „Malvasia rossa“ genannt) bestehen. Höchstens 50 % andere weiße, nicht-aromatische Rebsorten, die für den Anbau in der Region Latium zugelassen sind, dürfen (einzeln oder gemeinsam) zugesetzt werden.
- Es werden auch Spätlese- und Passitoweine (jeweils lieblich oder süß) erzeugt.
- Weiterhin werden fast sortenreine Weine produziert, bei denen die genannte Rebsorte zu mindestens 85 % enthalten sein muss. Höchstens 15 % andere weiße, nicht-aromatische Rebsorten, die für den Anbau in der Region Latium zugelassen sind, dürfen zugesetzt werden:
  - Marino Malvasia del Lazio
  - Marino Trebbiano verde (Synonym für Verdicchio bianco)
  - Marino Bellone
  - Marino Greco
  - Marino Bombino

Weine mit dem Zusatz Classico müssen aus der historisch überlieferten Zone stammen.

## Beschreibung
Laut Denomination (Auszug):

### Marino
- Farbe: strohgelb
- Geruch: weinig zart, mit Aromen von Früchten
- Geschmack: entweder trocken oder halbtrocken oder lieblich oder süß, harmonisch, samtig, angenehm fruchtig, bisweilen mit einem bitteren Nachgeschmack
- Alkoholgehalt: mindestens 10,5 Vol.-%, für „Superiore“ 12,0 Vol.-%
- Säuregehalt: mind. 4,5 g/l
- Trockenextrakt: mind. 15,0 g/l

### Marino Spumante
- Perlage: lebhaft, fein anhaltend
- Farbe:  intensiv strohgelb
- Geruch: angenehm, zart, charakteristisch
- Geschmack:  schmackhaft, lebhaft und harmonisch
- Alkoholgehalt: mindestens 10,5 Vol.-%
- Säuregehalt: mind. 6,0 g/l
- Trockenextrakt: mind. 15,0 g/l